# Boogie Down Productions
Boogie Down Productions (BDP) was een Amerikaanse hiphop-groep uit The Bronx in New York, bestaande uit de mc's KRS-One en D-Nice en de dj Scott Larock.
BDP werd gevormd toen de dakloze Lawrence Parker, beter bekend als KRS-One, in een opvangcentrum Scott Sterling (oftewel Scott Larock) tegen kwam, die daar sociaal werk deed. Ze begonnen samen met D-Nice muziek te maken.
De beginjaren van BDP werden gedomineerd door rivaliteit met de Juice Crew (onder anderen Marley Marl, Mr. Magic, Big Daddy Kane, Biz Markie en Roxanne Shanté), die beweerden dat hiphop uit Queensbridge in het stadsdeel Queens kwam, terwijl het volgens BDP uit South Bronx afkomstig was. Deze rivaliteit, de Bridge Wars, resulteerde in een aantal battle-platen waarin de twee groepen elkaar verbaal aanvielen.
In 1987 werd Scott Larock vermoord in The Bronx. Na zijn dood groeide de groep uit tot de populairste hiphopgroep in de VS na Public Enemy. In 1993 begon KRS-One aan een solocarrière en viel de groep uiteen.

## Discografie
| Album                   | Jaar |
| ----------------------- | ---- |
| Criminal Minded         | 1987 |
| By All Means Necessary  | 1988 |
| Ghetto Music            | 1989 |
| Edutainment             | 1990 |
| Live Hardcore Worldwide | 1991 |
| Sex And Violence        | 1992 |

## Juice Crew Battles
Een greep uit de chronologie van de battles met de Juice Crew:
| Juice Crew      | BDP                | Jaar |
| --------------- | ------------------ | ---- |
| The bridge      | South bronx        | 1987 |
| Kill that noise | The bridge is over | 1987 |